# ستيفن كري
ستيفن كري (بالإنجليزية: Steven Cree)‏ هو ممثل سينمائي والتلفزيون ومسرحي إسكتلندي. ولد يوم 29 فبراير 1980 في كيلمارنوك في إسكتلندا. وهو معروف عن دوره إيان موراي في المسلسل التلفزيوني أوتلاندر.

## روابط خارجية
- ستيفن كري على موقع IMDb (الإنجليزية)
- ستيفن كري على موقع قاعدة بيانات الفيلم (الإنجليزية)